# 크로아티아 항공의 운항 노선
아래는 크로아티아 항공의 취항지 목록이다. (2016년 1월 기준)

## 운항 노선

### 아시아
- 레바논
  - 베이루트 - 베이루트 국제공항 전세편
- 이스라엘
  - 텔아비브 - 벤구리온 국제공항 계절편

### 유럽

#### 서유럽
- 영국
  - 런던 - 히스로 공항
  - 런던 - 개트윅 공항 계절편
- 프랑스
  - 파리 - 파리 샤를 드 골 공항
  - 리옹 - 생택쥐페리 국제공항 계절편
  - 니스 - 니스 코트다쥐르 공항 계절편
- 독일
  - 베를린 - 베를린 테겔 국제공항 계절편
  - 뒤셀도르프 - 뒤셀도르프 국제공항 계절편
  - 뮌헨 - 뮌헨 국제공항
  - 프랑크푸르트 - 프랑크푸르트암마인 공항
  - 쾰른 - 쾰른 본 공항 계절편
- 네덜란드
  - 암스테르담 - 스히폴 국제공항
- 벨기에
  - 브뤼셀 - 브뤼셀 공항

#### 중유럽
- 스위스
  - 취리히 - 취리히 공항
- 오스트리아
  - 비엔나 - 비엔나 국제공항
  - 그라스 - 그라스 공항 전세편

#### 남유럽
- 그리스
  - 아테네 - 아테네 국제공항 계절편
- 북마케도니아
  - 스코페 - 스코페 알렉산더 대왕 국제공항
- 보스니아 헤르체고비나
  - 사라예보 - 사라예보 국제공항
  - 모스타르 - 모스타르 공항 계절편
- 스페인
  - 바르셀로나 - 바르셀로나 엘프라트 공항 계절편
- 이탈리아
  - 로마 - 로마 피우미치노 공항
  - 밀라노 - 밀라노 말펜사 공항 계절편
  - 베니스 - 베니스 마르코 폴로 국제공항 계절편
- 포르투갈
  - 리스본 - 리스본 공항 계절편

#### 동유럽
- 루마니아
  - 부쿠레슈티 - 헨리 코안더 국제공항 계절편
- 세르비아
  - 베오그라드 - 베오그라드 니콜라 테슬라 국제공항 계절편
- 체코
  - 프라하 - 프라하 바츨라프 하벨 국제공항 계절편
- 코소보
  - 프리스티나 - 프리스티나 국제공항 계절편
- 크로아티아
  - 자그레브 - 자그레브 국제공항 허브
  - 두브로브니크 - 두브로브니크 공항
  - 리예카 - 리예카 공항 계절편
  - 브라치섬 - 보이 공항 계절편
  - 스플리트 - 스플리트 공항
  - 오시예크 - 오시예크 공항 계절편
  - 자다르 - 자다르 공항
  - 풀라 - 풀라 공항

#### 북유럽
- 노르웨이
  - 오슬로 - 오슬로 공항 계절편
- 덴마크
  - 코펜하겐 - 코펜하겐 공항
- 스웨덴
  - 스톡홀름 - 스톡홀름 알란다 공항 계절편
  - 셸레프테오 - 셸레프테오 공항 전세편
  - 아르 - 아르 외스테르순드 공항 전세편
  - 외른셸스비크 - 외른셸스비크 공항 전세편
- 핀란드
  - 헬싱키 - 헬싱키 반타 국제공항 계절편
  - 로바니에미 - 로바니에미 공항 전세편

## 단항 노선

### 아시아
- 시리아
  - 다마스쿠스 - 다마스쿠스 국제공항

### 유럽

#### 서유럽
- 영국
  - 맨체스터 - 맨체스터 공항
- 독일
  - 베를린 - 베를린 쇠네펠트 공항
  - 베를린 - 베를린 템펠호프 공항
  - 드레스덴 - 드레스덴 공항
  - 라이프치히 - 라이프치히 할레 공항
  - 슈투르가르트 - 슈투르가르트 공항
  - 에르푸르트 - 에르푸르트 공항
  - 클라겐푸르트 - 클라겐푸르트 공항
  - 하노버 - 하노버 공항
  - 함부르크 - 함부르크 공항
- 아일랜드
  - 노크 - 아일랜드 노크 공항
  - 섀넌 - 섀넌 공항
  - 코크 - 코크 공항

#### 중유럽
- 오스트리아
  - 잘츠부르크 - 잘츠부르크 공항

#### 남유럽
- 몬테네그로
  - 포드고리차 - 포드고리차 국제공항
- 튀르키예
  - 이스탄불 - 아타튀르크 국제공항

#### 북유럽
- 노르웨이
  - 크리스티안순 - 크리스티안순 공항
  - 하르스타 - 하르스타 나르비크 공항
- 스웨덴
  - 예테보리 - 예테보리 란드베터 공항